# Dostarlimab
Dostarlimab, vândut sub marca Jemperli, este un anticorp monoclonal utilizat ca medicament împotriva cancerului pentru tratamentul cancerului endometrial. Dostarlimab este un anticorp monoclonal care blochează receptorul morții programate-1 (PD-1).
Cele mai frecvente efecte secundare raportate în SUA includ oboseală/astenie, greață, diaree, anemie și constipație. Reacțiile adverse suplimentare raportate în Uniunea Europeană includ vărsături, dureri articulare, mâncărime, erupții cutanate, febră și hipotiroidism (nivel scăzut de hormoni tiroidieni). 
Dostarlimab a fost aprobat pentru tratamentul cancerului endometrial atât în Statele Unite, cât și în Uniunea Europeană în aprilie 2021.
Pe baza studiului Garnet, dostarlimab a obținut aprobarea accelerată de la Administrația SUA pentru Alimente și Medicamente (FDA) în aprilie 2021 și aprobarea completă în februarie 2023. 